# 아카이시 고세이
아카이시 고세이(일본어: 赤石 光生, 1965년 2월 26일~)는 일본의 전직 레슬링 선수이다. 1988년 하계 올림픽 자유형 페더급에서 금메달을 획득했으며, 1992년 하계 올림픽 자유형 라이트급 동메달을 획득했으며 세계 선수권 대회에서 은메달 1개, 아시안 게임에서 은메달 1개를 획득했다.